# Edson Braafheid
Edson Braafheid, född 8 april 1983 i Paramaribo, Surinam, är en före detta nederländsk fotbollsspelare. 
Han vann silver i VM 2010 i Sydafrika. Han avslutade karriären 2021.